# 2006 par pays en Océanie
Les évènements de l'année 2006 en Océanie. 
2006 par pays en Océanie - 2007 par pays en Océanie - 2008 par pays en Océanie

## Fidji
- 13 mai : Laisenia Qarase remporte les élections législatives, et conserve son poste de premier ministre.
- 5 décembre : le chef des armées, le commodore Voreqe Bainimarama, accuse le premier ministre Qarase de racisme et de corruption, et prend le pouvoir par un coup d'État.

## Îles Salomon
- 18 avril : des émeutes éclatent à Honiara, la capitale, à la suite de l'élection controversée de Snyder Rini, qui démissionne peu après. Les émeutiers s'en prennent particulièrement au quartier chinois, rasant les commerces et provoquant un exode de la population sino-salomonaise.

## Nouvelle-Zélande
- 15 août : décès de Dame Te Atairangikaahu, reine des Maori depuis 1966.

## Samoa
- 2 avril : le Parti pour la protection des droits de l'homme remporte les élections, et Tuilaepa Sailele Malielegaoi conserve son poste de premier ministre.

## Tokelau
- 16 février : les Tokelauans rejettent, par référendum, le droit à l'autonomie vis-à-vis de la Nouvelle-Zélande.

## Tonga
- 30 mars : Feleti Sevele devient le premier roturier à accéder au poste de premier ministre depuis le XIXe siècle.
- 10 septembre : décès de Taufa'ahau Tupou IV, roi des Tonga depuis 1965.
- 16 novembre : des émeutes éclatent à Nuku’alofa, faisant huit morts. Les émeutiers réclament davantage de démocratie, mais s'en prennent aux commerces chinois. Une partie de la capitale est ravagée par des incendies criminels.